# Generálplukovníci nacistického Německa
Seznam generálplukovníků nacistického Německa uvádí německé vojáky, kteří dosáhli hodnosti generálplukovník (německy Generaloberst), což byla druhá nejvyšší hodnost nacistického německého Wehrmachtu, které mohl německý voják sloužící u pozemních sil dosáhnout.

## Seznam osob
- Wilhelm Adam, generálplukovníkem od roku 1939
- Hans-Jürgen von Arnim, generálplukovníkem od roku 1942
- Ludwig Beck, generálplukovníkem od roku 1938
- Johannes Blaskowitz, generálplukovníkem od roku 1939
- Eduard Dietl, generálplukovníkem od roku 1942
- Friedrich Dollmann, generálplukovníkem od roku 1940
- Nikolaus von Falkenhorst, generálplukovníkem od roku 1940
- Johannes Frießner, generálplukovníkem od roku 1944
- Werner von Fritsch, generálplukovníkem od roku 1936
- Friedrich Fromm, generálplukovníkem od roku 1940
- Heinz Guderian, generálplukovníkem od roku 1940
- Curt Haase, generálplukovníkem od roku 1940
- Franz Halder, generálplukovníkem od roku 1940
- Kurt von Hammerstein-Equord, generálplukovníkem od roku 1939
- Josef Harpe, generálplukovníkem od roku 1944
- Gotthard Heinrici, generálplukovníkem od roku 1943
- Walter Heitz, generálplukovníkem od roku 1943
- Wilhelm Heye, generálplukovníkem od roku 1930
- Carl Hilpert, generálplukovníkem od roku 1945
- Erich Höpner, generálplukovníkem od roku 1940
- Karl-Adolf Hollidt, generálplukovníkem od roku 1943
- Hermann Hoth, generálplukovníkem od roku 1940
- Hans-Valentin Hube, generálplukovníkem od roku 1944
- Erwin Jaenecke, generálplukovníkem od roku 1944
- Alfred Jodl, generálplukovníkem od roku 1944
- Georg Lindemann, generálplukovníkem od roku 1942
- Eberhard von Mackensen, generálplukovníkem od roku 1943
- Erhard Raus, generálplukovníkem od roku 1944
- Hans-Georg Reinhardt, generálplukovníkem od roku 1942
- Lothar Rendulic, generálplukovníkem od roku 1944
- Richard Ruoff, generálplukovníkem od roku 1942
- Hans von Salmuth, generálplukovníkem od roku 1943
- Rudolf Schmidt, generálplukovníkem od roku 1942
- Eugen von Schobert, generálplukovníkem od roku 1940
- Adolf Strauß, generálplukovníkem od roku 1940
- Karl Strecker, generálplukovníkem od roku 1943
- Heinrich von Vietinghoff-Scheel, generálplukovníkem od roku 1943
- Walter Weiß, generálplukovníkem od roku 1944
- Kurt Zeitzler, generálplukovníkem od roku 1944